# Freak Out!
Freak Out! é o álbum de estreia da banda The Mothers of Invention, lançado em 27 de junho de 1966 pela Verve Records. Conhecido como um dos primeiros álbuns conceituais, Freak Out! é uma expressão satírica da percepção do líder Frank Zappa sobre os valores políticos e da cultura norte-americana da época. O álbum foi produzido por Tom Wilson, que já havia produzido álbuns de Bob Dylan e The Velvet Underground. O projeto conta com o vocalista Ray Collins, junto com o baixista Roy Estrada, o baterista Jimmy Carl Black e o guitarrista Elliot Ingber, que mais tarde iria se juntar a Magic Band, de Captain Beefheart.
O repertório original da banda consistia de covers, e depois que Zappa entrou na banda, ele estimulou-os a escreverem o seu próprio material, e o nome da banda foi mudado para The Mothers. O conteúdo musical do disco varia de R&B, doo-wop e blues rock a arranjos orquestrais e colagens sonoras da vanguarda. Embora o álbum fosse inicialmente mal recebido nos Estados Unidos, foi um sucesso na Europa. Ele ganhou status de cult nos Estados Unidos, onde ele continuou a vender em quantidades substanciais, até ter sua produção interrompida no início dos anos 1970.
Em 1999, ele foi homenageado com o Grammy Hall of Fame e em 2003, o disco foi colocado em número 246 na lista de "500 maiores discos de todos os tempos" da revista Rolling Stone. Em 2006, The MOFO Project/Object, um documentário em áudio do making of do álbum, foi lançado em homenagem ao seu 40º aniversário.

## Antecedentes
No início de 1960, Zappa conheceu Ray Collins, um carpinteiro que nos fins de semana cantava com um grupo chamado Soul Giants. Collins brigou com o seu guitarrista, que se demitiu, e Zappa acabou assumindo o posto de guitarrista da banda. O repertório do Soul Giants inicialmente consistia de regravações de canções do estilo R&B, e depois de Zappa ter entrado na banda, ele os incentivou a comporem um material original e procurar um contrato de gravação. Embora a maioria dos membros gostasse da ideia, o então líder e saxofonista Davy Coronado sentiu que a composição de material próprio iria prejudicar o grupo, e acabou deixando a banda. Os Soul Giants se transformaram em The Mothers, e Zappa assumiu a liderança da banda.
O grupo mudou-se para Los Angeles no início de 1965 depois de Zappa ter conseguido um contrato de gestão com o empresário Herb Cohen. Eles conseguiram trabalho em clubes de Sunset Strip. Tom Wilson, produtor da MGM, ofereceu à banda um contrato de gravação com a subsidiária Verve Records no início de 1966. Ele tinha ouvido falar da crescente reputação da banda, mas tinha visto eles tocarem apenas uma música, "Trouble Every Day", que falava sobre os Tumultos de Watts. Isso o levou a pensar que eles fossem uma "banda blues de brancos". O grupo assinou seu contrato em 1 de março de 1966, e rapidamente começaram a trabalhar em seu primeiro álbum.

## Gravação e produção
"Se você fosse analisar graficamente os diferentes tipos de direções de todas as músicas no Freak Out!, há um pouco de alguma coisa lá para todos. Pelo menos um pedaço de material é inclinado para cada tipo de orientação social dentro do nosso grupo de consumidores, que passa a ser dos seis aos oitenta anos. Porque temos pessoas que gostam do que fazemos, de crianças de seis anos de idade gritando para tocarmos 'Wowie Zowie', até quando eu encontro os executivos fazendo isto e aquilo, e dizem: "Meu filho tem o álbum, e sua canção favorita é 'Wowie Zowie'".

As duas primeiras músicas gravadas para o álbum foram "Any Way The Wind Blows" e "Who Are the Brain Police?". Quando Tom Wilson ouviu essa última, ele percebeu que The Mothers não era apenas uma banda de blues. Em The Real Frank Zappa Book, Zappa escreveu: "Eu podia ver através da janela que ele estava se esforçando em direção ao telefone para ligar para o seu chefe, provavelmente dizendo: 'Bem, não é exatamente uma "banda de blues de brancos", mas... mais ou menos.'" Em um artigo escrito para a revista Hit Parader magazine em 1968, Zappa escreveu que, quando Wilson ouviu essas músicas, "Ele ficou tão impressionado que pegou o telefone e ligou para Nova York, e como resultado, eu consegui um orçamento mais ou menos ilimitado para fazer essa monstruosidade." Freak Out! é um dos primeiros exemplos de um álbum conceitual, uma farsa sarcástica sobre o rock e a América. "Todas as canções eram sobre algo", escreveu Zappa no The Real Frank Zappa Book. "Não era como se tivéssemos um único hit e precisávamos construir um enchimento em torno dele. Cada música tinha uma função dentro de um conceito satírico em geral."
O álbum inteiro foi gravado no Sunset-Highland Studios entre 9 de março e 12 de Março de 1966. Algumas músicas, como "Motherly Love" e "I Ain't Got No Heart" já tinham sido gravadas antes das sessões de Freak Out!. Essas gravações iniciais, que foram feitas por volta de 1965, não foram oficialmente liberadas até 2004, quando apareceu em um álbum póstumo Zappa, Joe's Corsage. Uma versão inicial da canção "Any Way The Wind Blows", gravada em 1963, aparece em mais um lançamento póstumo, The Lost Episodes. A canção foi escrita quando Zappa estava pensando em se divorciar da primeira esposa, Kay Sherman. No encarte de Freak Out!, ele escreveu: "Se eu nunca tivesse me divorciado, este pedaço de bobagem trivial nunca teria sido gravado."
Tom Wilson ficava cada vez mais entusiasmado à medida que as sessões continuavam. No meio da semana de gravação, Zappa disse a ele: "Eu gostaria de alugar quinhentos dólares de equipamentos de percussão para uma sessão que começa à meia-noite de sexta-feira e eu quero trazer todos os freaks de Sunset Boulevard ao estúdio para fazer algo especial". Wilson concordou. O material foi trabalhado em "The Return of the Son of Monster Magnet". De acordo com Zappa, a gravadora se recusou a permitir-lhe o tempo necessário para completar a composição, e por isso foi lançado de forma inacabada.
Zappa descobriu mais tarde que, quando o material foi gravado, Wilson tinha usado LSD. "Eu tentei imaginar o que [Wilson] deve ter pensado, sentado na sala de controle, ouvindo toda essa merda estranha saindo dos alto-falantes, e ser responsável por dizer ao engenheiro, Ami Hadani (que não estava em ácido), o que fazer." Quando Freak Out! foi editado e dado forma a um álbum, Wilson tinha gasto entre 25-35.000 do dinheiro da MGM. Para a revista Hit Parader Zappa escreveu que "Wilson estava se arriscando muito. Ele arriscou seu emprego por produzir este álbum. A MGM sentiu que havia gasto muito dinheiro no álbum."
A gravadora solicitou que duas linhas fossem removidas da sessão "It Can't Happen Here"  da canção "Help, I'm a Rock" (uma canção dedicada a Elvis Presley), ambas as quais foram interpretados pelos executivos da MGM como referências a drogas. No entanto, o rótulo não tinha objeções a, ou então não percebeu, uma gravação acelerada de Zappa gritando a palavra "fuck" depois de acidentalmente quebrar seu dedo, ocorrendo em 11 minutos e 36 segundos de "The Return of the Son of Monster Magnet". Desde o lançamento da versão em CD em 1995, "Help, I'm a Rock" e "It Can't Happen Here" são consideradas duas faixas diferentes.
A MGM também disse a Zappa que a banda teria de mudar seu nome, alegando que nenhum DJ tocaria um disco de um grupo chamado "The Mothers":"...Na época, era, você sabe, se você fosse um bom músico, era um filho da puta, e The Mothers era uma abreviatura para essa coleção de filhos da puta. E, na verdade, era uma espécie de presunção chamar a banda assim, porque não eramos músicos tão bons, éramos... Mas para os padrões de banda de bares da área, estávamos anos-luz à frente da concorrência, mas em termos de musicalidade real, eu acho que nós estávamos lá no pântano."

## Lançamento
Freak Out foi lançado 27 junho de 1966, com o nome da banda sendo The Mothers of Invention, um nome que Zappa escolheu, ao invés de usar o sugerido inicialmente pela MGM, "The Mothers Auxiliary". A capa traseira do disco inclui uma "carta" de uma personagem fictícia de Zappa, Suzy Creamcheese (que também aparece no álbum em si), que dizia:
Estes Mothers são loucos. Dá pra ver pelas roupas deles. Um deles usa um colar de miçangas e todos fedem. Nós íamos pegá-los para dançar depois de um jogo de basquete, mas a minha melhor amiga me avisou que nunca dá pra saber quantos deles vão aparecer... às vezes o cara de casaco de pele nem aparece e às vezes ele aparece com um bando de gente doida e ficam dançando por toda a parte. Ninguém da minha escola gosta desses Mothers... especialmente desde que minha professora contou pra gente o que as palavras nas canções querem dizer. Honestamente sempre, Suzy Creamcheese, Salt Lake City, Utah.
Como o texto foi impresso em uma tipografia similar a de uma máquina de escrever, algumas pessoas pensaram que Suzy Creamcheese fosse real, e muitos ouvintes esperavam vê-la nos concertos. Por este motivo, foi decidido que "Seria melhor trazer uma sósia da Suzy Creamcheese que demonstraria uma vez por todas a veracidade de tal besta." Como a voz original de Suzy Creamcheese, Jeannie Vassoir, não estava disponível, Pamela Lee Zarubica assumiu o papel.
As primeiras prensagens americanas do álbum incluiu um panfleto de propaganda de lugares da California, intitulado "Freak Out Hot Spots!". O pequeno anúncio foi destinado a pessoas que iam visitar Los Angeles e enumera vários estabelecimentos famosos, incluindo a delicatessen Canter e o clube Whisky a Go Go. O anúncio também afirmou informações sobre prisões da polícia. Os interessados para fazer propagandas no mapa foram instruídos a enviar um dólar à sede da MGM em Broadway, NY. O mapa não foi incluído em edições posteriores, mas acabou por ser reimpresso e incluído no documentário The MOFO Project/Object.

## Recepção
| Críticas profissionais | Críticas profissionais |
| Avaliações da crítica  | Avaliações da crítica  |
| Fonte                  | Avaliação              |
| ---------------------- | ---------------------- |
| Allmusic               | [ 17 ]                 |
| The Daily Vault        | (B)                    |
| Los Angeles Times      | (desfavorável)         |
| Q                      | [ 20 ]                 |
| Piero Scaruffi         | (8/10)                 |

Freak Out! não foi um grande sucesso comercial e nem de crítica quando foi lançado pela primeira vez nos Estados Unidos. Alguns ouvintes estavam convencidos de que o álbum foi inspirado pelo uso de drogas, e interpretaram o título do disco como uma gíria para uma má viagem de LSD. Uma crítica negativa ao trabalho foi feita por Pete Johnson, do Los Angeles Times, em 10 de julho de 1966, que escreveu:
Eu acho que você poderia chamá-lo de pinturas surrealistas levadas para a música. Não contente em gravar apenas dois lados do jargão musical, os MOI dedicam quatro lados completos para o seu tipo de 'arte'. Se alguém tem esse álbum, talvez ele possa me dizer o que diabos está acontecendo... Os Mothers of Invention, um quinteto talentoso, mas deformado, gerou um álbum intitulado poeticamente de Freak Out!, que será o maior estímulo nas indústrias de aspirina desde os impostos.
O álbum teve mais reconhecimento nos EUA quando a MGM/Verve foi fundida pela empresa alemã Polydor Records em 1972. Naquela época, lançamentos MGM/Verve como Freak Out! foram tirados de circulação prematuramente em uma tentativa de manter a empresa em funcionamento. Zappa já não tinha contrato com a empresa e criou as suas próprias, Bizarre Records e Straight Records, que foram distribuídos pela Warner Bros Records. O trabalho foi inicialmente mais bem-sucedido na Europa e rapidamente influenciou muitos músicos do rock inglês. De acordo com David Fricke, editor da Rolling Stone, o álbum foi uma grande influência para Sgt. Pepper's Lonely Hearts Club Band dos Beatles. Paul McCartney descreveu Sgt. Pepper's Lonely Hearts Club Band como o Freak Out dos Beatles. Steve Huey, da Allmusic o descreve como "Um dos álbuns de estreia mais ambiciosos na história do rock" e que Zappa "Era realmente um hábil compositor pop, mesmo com suas performances cruas e seu trabalho de guitarra pungente, há uma sutil sofisticação aparente em seus arranjos heterodoxos e uma melodia imprevisível."
Freak Out! foi homenageado com o Grammy Hall of Fame em 1999, classificado em 246 na lista de "Lista dos 500 melhores álbuns de sempre da revista Rolling Stone" em 2003 e destaque no livro 1001 Albums You Must Hear Before You Die. O disco foi nomeado como um dos "50 Albums That Built Prog Rock" da Classic Rock.

## Faixas
Todas as letras escritas por Frank Zappa, exceto onde indicado. 
| Lado A |                                      |                           |         |  |
| N.º    | Título                               | Compositor(es)            | Duração |  |
| 1.     | "Hungry Freaks, Daddy"               |                           | 3:32    |  |
| 2.     | "I Ain't Got No Heart"               |                           | 2:34    |  |
| 3.     | "Who Are the Brain Police?"          |                           | 3:25    |  |
| 4.     | "Go Cry on Somebody Else's Shoulder" | Frank Zappa e Ray Collins | 3:43    |  |
| 5.     | "Motherly Love"                      |                           | 2:50    |  |
| 6.     | "How Could I Be Such a Fool?"        |                           | 2:16    |  |

| N.º | Título                                   | Duração |  |
| 7.  | "Wowie Zowie"                            | 2:55    |  |
| 8.  | "You Didn't Try to Call Me"              | 3:21    |  |
| 9.  | "Any Way the Wind Blows"                 | 2:55    |  |
| 10. | "I'm Not Satisfied"                      | 2:41    |  |
| 11. | "You're Probably Wondering Why I'm Here" | 3:41    |  |

| Lado C | |         |  |
| N.º    | Título | Duração |  |
| 12.    | "Trouble Every Day" | 5:53    |  |
| 13.    | "Help, I'm a Rock (Suite in Three Movements) - I. Okay to Tap Dance - II. In Memoriam, Edgar Varèse - III. It Can't Happen Here" | 8:37    |  |

| Lado D         | |         |  |
| N.º            | Título | Duração |  |
| 14.            | "The Return of the Son of Monster Magnet (Unfinished Ballet in Two Tableaux) - I. Ritual Dance of the Child-Killers - II. Nullis Pretii (No Commercial Potential)" | 12:22   |  |
| Duração total: | Duração total: | 60:55   |  |

## Créditos

### The Mothers of Invention
- Frank Zappa - guitarra e vocais
- Ray Collins - vocalista principal, harmônica, tamborim, címbalo
- Jimmy Carl Black - bateria
- Roy Estrada - baixo, guitarra, vocal soprano
- Elliot Ingber - guitarra

### Músicos adicionais
| - Gene Estes - percussão - Eugene Di Novi - piano - Neil Le Vang - guitarra - John Rotella - clarinete, saxofone - Kurt Reher - violoncelo - Raymond Kelley - violoncelo - Paul Bergstrom - violoncelo - Emmet Sargeant - violoncelo - Joseph Saxon - violoncelo - Edwin V. Beach - violoncelo - Arthur Maebe - trompa, tuba - George Price - trompa | - John Johnson - tuba - Carol Kaye - guitarra de 12 cordas - Virgil Evans - trompete - David Wells - trombone - Kenneth Watson - percussão - Plas Johnson - saxofone, flauta - Carl Franzoni - vozes - Motorhead Sherwood - ruídos - Mac Rebennack - piano - Paul Butterfield - vocais - Les McCann - piano - Jeannie Vassoir - Suzy Creamcheese |

### Produção
- Tom Wilson - Produtor
- Val Valentin - Engenheiro de som
- Ami Hadani - Engenheiro de som
- Tom Hidley - Engenheiro de som
- Jack Anesh - Design da capa
- Ray Leong - fotógrafo

## Paradas musicais
| País           | Parada        | Melhor posição |
| -------------- | ------------- | -------------- |
| Estados Unidos | Billboard 200 | 130            |